# Muhammet Akdeniz
Muhammet Akdeniz (ur. 29 czerwca 1995) – turecki zapaśnik startujący w stylu wolnym. Zajął dwudzieste miejsce na mistrzostwach świata w 2022. Brązowy medalista mistrzostw Europy w 2022. Wicemistrz igrzyska solidarności islamskiej w 2021. Wygrał akademickie MŚ w 2018. 
Trzeci na MŚ U-23 w 2017 i na ME U-23 w 2016 roku.